# Мочалова, Мария Петровна
Мари́я Петро́вна Мочалова (14 октября 1922, Спасск-Рязанский, Рязанская губерния — 11 апреля 2010, Челябинск) — советский и российский архитектор, педагог, профессор, член Союза архитекторов СССР (1949), советник Российской академии архитектуры и строительных наук (1997), член правления Челябинской организации Союза архитекторов СССР. Заслуженный архитектор Российской Федерации (1995), Почётный гражданин Челябинска (2008).

## Биография

### Ранние годы
Родилась 14 октября 1922 в городе Спасске-Рязанском Рязанской губернии (ныне Рязанская область, Россия) в семье строителя. Прадед — великий русский трагик, актёр Малого театра П. С. Мочалов. Поступила в Московский архитектурный институт (училась у И. В. Жолтовского и Б. С. Мезенцева), окончив который в 1947 году получила направление в Челябинск.

### Работа
Главный архитектор проектов в челябинском «Горпроекте» с 1947 по 1956, параллельно с 1952 года занимается преподавательской деятельностью, устроившись ассистентом на кафедру графики Челябинского политехнического института (ЧПИ, позже ЧГТУ, ныне ЮУрГУ). С 1955 года — преподаватель живописи, рисунка, начертательной геометрии в ЧПИ. Преподавала на инженерно-строительном факультете начертательную геометрию и на архитектурном факультете — рисунок и живопись. В 1976 году ей присвоено учёное звание доцента, а в мае 1999 — профессора кафедры графики ЧПИ. Преподавала до сентября 2007 года.
Автор воплощённых проектов:
- квартал и жилые дома по шоссе Металлургов (совместно с Е. В. Александровым, А. Маевой);
- жилой дом ЧТПЗ (ул. Тимирязева, 29);
- здание ЧИПС на пересечении ул. Цвиллинга и Орджоникидзе;
- здание Челябинской областной универсальной научной библиотеки (ЧОУНБ) (совместно с Б. В. Петровым) и др.

### Общественная деятельность
Занималась общественной деятельностью: в 1962—1971 годах — член правления Челябинской организации Союза архитекторов, с 1966 руководитель секции по охране памятников.
Неоднократный участник художественных выставок.

## Награды и звания
- Заслуженный архитектор Российской Федерации (30 января 1995) — за заслуги в области архитектуры и многолетнюю плодотворную работу
- Медаль «За доблестный труд в Великой Отечественной войне 1941—1945 гг.»;
- Медаль «50 лет Победы в Великой Отечественной войне 1941—1945 гг.»;
- Почётный гражданин Челябинска (2008)[3][4];
- член Союза архитекторов СССР (1949);
- советник Российской академии архитектуры и строительных наук (1997)[1].